# الثقافة الهندية الفارسية

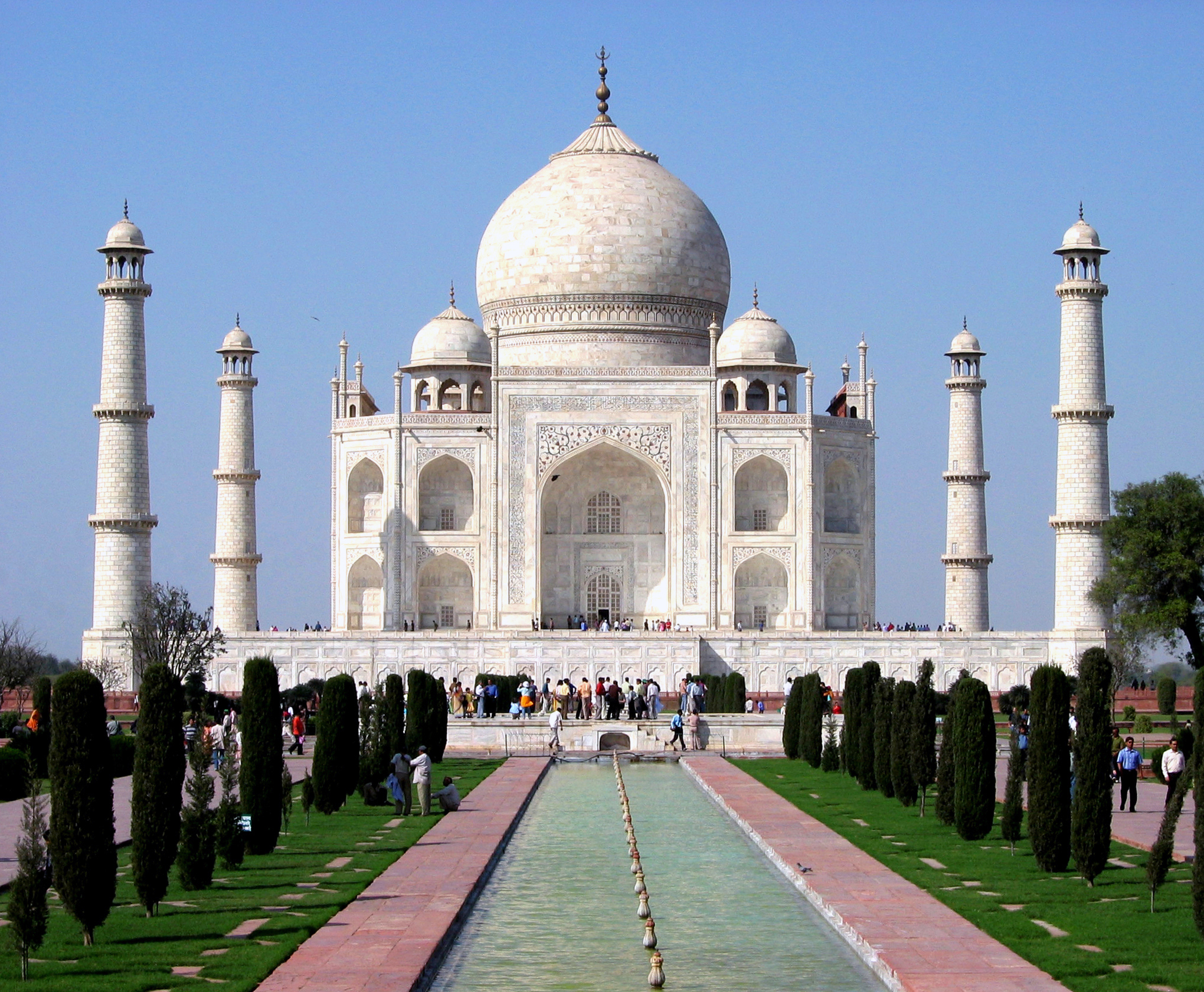

تشير الثقافة الهندية الفارسية إلى تلك الجوانب الفارسية التي دُمجت في ثقافات شبه القارة الهندية.
قُدِّم التأثير الفارسي لأول مرة إلى شبه القارة الهندية من قبل الحُكَّام المسلمين من أصول تركية وأفغانية، خاصة مع سلطنة دلهي في القرن الثالث عشر، وفي القرن السادس عشر حتى القرن التاسع عشر من قبل سلطنة مغول الهند. لكن بشكل عام، منذ الأيام الأولى، أُحضرت جوانب من الثقافة واللغة إلى شبه القارة الهندية من قبل العديد من الحُكَّام الأفغان والأتراك من آسيا الوسطى، مثل السُّلطان محمود الغزنوي في القرن الحادي عشر.
كانت اللغة الفارسية هي اللغة الرسمية في سلطنة دلهي، وسلطنة البنغال، والبهمنيون، وسلطنة مغول الهند، وأيضًا في الولايات التي خلفتهم، فضلاً عن اللغة المتحضرة المستخدمة في الشعر والأدب. انتمى الكثير من السلاطين والنبلاء في فترة السلطنة إلى الثقافة التركية الفارسية من آسيا الوسطى، فكانوا يتحدثون اللغة الأتراكية باعتبارها لغتهم الأم. وكانت سلطنة مغول الهند أيضًا مؤلفة من الفارسيين من آسيا الوسطى (من مغول الهند الأتراك الأصل)، لكنهم تحدثوا اللغة الجغتائية كلغتهم الأولى في البداية، قبل أن يتعلّموا اللغة الفارسية في النهاية. أصبحت الفارسية اللغة المفضلة للنُّخبة المسلمة في شمال الهند. يشير مُظفّر علم، وهو باحث شهير في تاريخ الهندي الفارسي ومغول الهند، إلى أن اللغة الفارسية أصبحت لغة التواصل المشتركة الرسمية للسلطنة في عهد جلال الدين الأكبر لعدة عوامل سياسية واجتماعية. أدى تأثير هذه اللغات إلى ظهور اللغة المحليّة المُسمَّاة اللغة الهندستانية التي تُعتبر سَلَف اللغة الأردية والهندية اليوم.

## في الهند وباكستان وبنغلاديش المعاصرة
ساعدت الثقافة الهندية الفارسية في إحداث بعض التقاليد المختلطة داخل شبه القارة الهندية التي بقيت حتى يومنا هذا. وبالإضافة إلى ذلك، يمكن رؤية إرث الثقافة الفارسية الهندية في جزء كبير من الهندسة المعمارية لمغول الهند في أماكن مثل: لاهور ودلهي وأغرا، والتي أصبح (تاج محل) مشهورًا بها عالميًا في الآونة الأخيرة. أخذت الموسيقى الهندستانية الكلاسيكية بعض التأثير من الثقافة الفارسية، لكن طبيعة هذه التأثيرات لا تزال غير واضحة. يمكن مقارنة امتصاص واستيعاب الثقافة الفارسية داخل الهند من جوانب كثيرة بالامتصاص التدريجي للثقافة الإنجليزية أو البريطانية أو الغربية إذ تعتبر اللغة الإنجليزية عمومًا من أبرز اللغات داخل الهند وباكستان اليوم. بالإضافة إلى ذلك، يمكن ملاحظة تأثير اللغة الفارسية في نسبة مئوية كبيرة من الكلمات المستعارة في اللغات المحلية في الشمال الشرقي والشمال الغربي من شبه القارة الهندية بما في ذلك اللغة البنجابية والكجراتية والأردية والهندية والبنغالية والكشميرية والبشتوية. أقامت الجامعات في الهند وباكستان وبنغلاديش كليات خاصة بدراسة اللغة الفارسية.

## التاريخ
أُسّست مدن مثل لاهور وأوج مع وجود الثقافة الإسلامية في المنطقة في عهد السلالة الغزنوية، كمراكز للأدب الفارسي. كان أبو الفرج روني ومسعود سعد سلمان (المُتوفّى في عام 1121) من أوائل الشعراء الهنود الفرس الكبار في لاهور.

### سلطنة دلهي وعصر مغول الهند
ازدهرت الثقافة الهندية الفارسية وبدرجات متفاوتة أيضًا الثقافة التركية جنبًا إلى جنب خلال فترة سلطنة دلهي (1206-1526). كان غزو بابور في عام 1526، ونهاية سلطنة دلهي، وإنشاء ما سيصبح سلطنة مغول الهند من شأنه أن يُبشِّر بالعصر الذهبي للثقافة الهندية الفارسية مع الإشارة بشكل خاص إلى فن وعمارة عصر مغول الهند.
عهد مغول الهند إلى الراج البريطاني: استمرت اللغة الفارسية كلغة مستخدمة من قبل مغول الهند حتى عام 1701 والذي تميز بوفاة السلطان أورنكزيب عالم كير، والذي يعتبر آخر مغول الهند العظماء. بعد ذلك، ومع تراجع سلطنة مغول الهند، بدأ غزو دلهي عام 1739 من قبل نادر شاه والنمو التدريجي لإمبراطورية ماراثا، وفيما بعد القوة الأوروبية في شبه القارة الهندية.
أُلغيت الفارسية كلغة للحكم والتعليم في عام 1839 من قبل البريطانيين وسلطان مغول الهند محمد بهادر شاه، ، ثم أطيح بحكمه في عام 1857 من قبل البريطانيين رغم أنه كان رمزيًا وشكليًا.

### البنغال
تُعتبر البنغال بمثابة الحدود الشرقية على الصعيد الثقافي الفارسي. إذ كانت اللغة الفارسية لأكثر من 600 عام ما بين (1204-1837)، تُعد لغة رسمية في البنغال، بما في ذلك فترة ولاية سلطنة دلهي؛ والفترة المستقلة لسلطنة البنغال؛ وفترة السيادة البنغالية في سلطنة مغول الهند. كانت البنغال أغنى منطقة في شبه القارة منذ قرون، وهناك استقر الفُرس (مجموعة إثنية)، وكذلك الشعوب التركية، في نهر الكنج للعمل كمدرسين ومحامين وشعراء وإداريين وجنود وأرستقراطيين. بقيت اللغة البنغالية تحتوي على قدر كبير من الكلمات الفارسية. وكانت الكثير من المدن البنغالية سابقًا مركزًا للنثر والشعر الفارسي.
شهدت فترة مغول الهند ذروة التعبير الثقافي الفارسي في البنغال. دُرسَت اللغة الفارسية خلال عصر النهضة البنغالية، من قبل علماء هندوس، بمن فيهم رام موهان روي. حُظر استخدام اللغة الفارسية كلغة رسمية بموجب القانون رقم 29 من عام 1837 من قبل رئيس مجلس الهند في 20 نوفمبر من عام . 1837

### البهمنيون وسلطنات الدكن
كان للبهمنيون ومن جاء بعدهم (سلطنات الدكن) نفوذ فارسي قوي. إذ جنَّد البهمنيون الرجال الفارسيين تحت سلطتهم. أرسل السلطان فيروز (1397-1422) سفنًا من موانئه في ولاية غوا ومدينة شاول في الخليج العربي (خليج فارس) لإعادة الرجال الموهوبين من الإداريّين والحقوقيين والجنود والحرفيين. محمود غوان (1411-1481) المولود من أصل إيراني، أصبح وزيراً قوياً للدولة في تلك الفترة.
وفقا لريتشارد إيتون، تأثرت إمبراطورية الهندوسية (فيجاياغارا) في تلك الفترة بشكل كبير بالثقافة والحضارة الفارسية. إذ كانت الأحياء الملكية في العاصمة تحوي على العديد من العناصر المعمارية الفارسية مثل القِباب والأقواس المُقبّبة.
تفككت سلطنة البهمنيون إلى خمس سلطنات، مُماثلة لها في الثقافة. بُنيت مدينة حيدر أباد من قبل مملكة غولكوندا في القرن السادس عشر، وكانت مستوحاة من مدينة أصفهان الإيرانية. استمر استخدام اللغة الفارسية في مدينة حيدر أباد، حتى استُبدلت باللغة الأردية في عام 1886.
كانت لغة البلاط خلال فترة سلطنات الدكن هي الفارسية أو العربية، ومع ذلك، كانت اللغة المراثية تُستخدم على نطاق واسع خلال تلك الفترة وخاصة من قبل العادل شاهية من بيجابور وسلطنة أحمد نجار. كان الملاك الإقطاعيين المحليين وجامعي الإيرادات وغالبية السكان من الهندوس على الرغم من أن الحكام كانوا من المسلمين.
جعلت النفعية السياسية السلاطين مهتمين جدًا بالاستفادة من اللغة المراثية. ومع ذلك، فإن اللغة المراثية في الوثائق الرسمية من ذلك العصر كانت فارسية بالكامل في مفرداتها. استمر التأثير الفارسي حتى يومنا هذا مع العديد من الكلمات المشتقة من اللغة الفارسية المستخدمة في كل يوم مثل: كرخانة (مصنع)، شاهار (مدينة)، بازار (السوق)، دكان (متجر)، هوشير (ذكي)، كاهاز (ورقة)، خورشي (كرسي)، زامين (الأرض).

### بعد راج البريطاني
بالنظر إلى أن مغول الهند كانوا يرمزون تاريخيًا للثقافة الهندية الفارسية بدرجة أو بأخرى، كانت الإطاحة بمحمد بهادر شاه ومؤسسة الراج البريطاني في عام 1858 تُعتبر نهاية العصر الهندي الفارسي حتى ولو كان الفارسيون بعد قيام ثورة الهند في عام 1857، استمروا الحفاظ على جمهورهم وإنتاج أدب يستحق التقدير مثل الشعر الفلسفي لمحمد إقبال (توفي في عام 1938).